# 多苞千里光
多苞千里光（学名：Senecio multibracteolatus）为菊科千里光属的植物，为中国的特有植物。分布在中国大陆的四川、云南等地，生长于海拔2,700米至2,800米的地区，一般生长在林缘，目前尚未由人工引种栽培。